# Andreas Staier
Andreas Staier (* 13. September 1955 in Göttingen) ist ein deutscher Cembalist und Pianist.

## Leben
Staier studierte an der Hochschule für Musik in Hannover Klavier (bei Kurt Bauer und Erika Haase) und Cembalo (bei Lajos Rovatkay) und in Amsterdam. Von 1983 bis 1986 war er Cembalist des Ensembles Musica Antiqua Köln. Seit 1986 konzertiert er auch als Solist auf dem Hammerflügel, aber auch als Liedbegleiter und zusammen mit dem Ensemble Les Adieux. Von 1987 bis 1996 war er Dozent für Cembalo an der Schola Cantorum Basiliensis.
Er gibt als Solist regelmäßig Konzerte zusammen mit Concerto Köln, dem Freiburger Barockorchester, der Akademie für Alte Musik Berlin und dem Orchestre des Champs-Élysées Paris. Staier zählt zu den herausragenden Hammerklavierexperten der jetzigen Generation.
Andreas Staier hat zahlreiche Aufnahmen eingespielt, worunter viele mit internationalen Preisen ausgezeichnet wurden. Seine  Karriere wurde 2002 mit dem Ehrenpreis in der Kategorie Klassik des Preises der deutschen Schallplattenkritik gewürdigt. 2008 wurde er vom Land Niedersachsen mit dem Praetorius Musikpreis ausgezeichnet.